# Classic Masters (Queensrÿche)
Classic Masters è un album di raccolta del gruppo musicale statunitense Queensrÿche, pubblicato nel 2003.

## Tracce
1. Queen of the Reich – 4:22 (Chris DeGarmo)
2. Warning – 4:45 (Geoff Tate, Michael Wilton)
3. The Killing Words – 3:56 (DeGarmo, Tate)
4. Speak – 3:42 (Tate, Wilton)
5. I Don't Believe in Love – 4:23 (DeGarmo, Tate)
6. Anybody Listening? – 7:50 (DeGarmo, Tate)
7. Another Rainy Night (Without You) – 4:29 (DeGarmo, Eddie Jackson, Tate)
8. Silent Lucidity – 5:47 (DeGarmo)
9. I Am I – 3:59 (DeGarmo, Tate)
10. Bridge – 3:31 (DeGarmo)
11. The Voice Inside – 3:48 (DeGarmo)
12. Sign of the Times – 3:34 (DeGarmo)

## Formazione
- Geoff Tate - voce
- Chris DeGarmo - chitarra
- Michael Wilton - chitarra
- Eddie Jackson - basso
- Scott Rockenfield - batteria